# Kormoran kergueleński
Kormoran kergueleński (Leucocarbo atriceps verrucosus) – podgatunek kormorana niebieskookiego gatunku ptaka z rodziny kormoranów (Phalacrocoracidae). Zamieszkuje endemicznie Wyspy Kerguelena. Podgatunek słabo poznany, nie jest zagrożony wyginięciem.

## Systematyka

### Taksonomia
Takson po raz pierwszy opisany naukowo przez Cabanisa w 1875 roku pod nazwą Halieus (Hypoleucus) verrucosus, choć już G.R. Gray w 1848 roku opisał młodego osobnika, przypisując go do Phalacrocorax cirrhatus. Czasami umieszczany w rodzaju Notocarbo lub Phalacrocorax. Sporadyczne występowanie białych plam na górnej części skrzydeł u ptaków zamieszkujących wschodnią część Wysp Kerguelena sugeruje, że te wyspy odwiedziły L. atriceps nivalis lub L. atriceps georgianus i doszło do przypadków hybrydyzacji. Na podstawie badań filogenetycznych z 2022 roku włączony do L. atriceps w randze podgatunku; jednak niektóre ujęcia systematyczne nadal traktują go jako odrębny gatunek.

### Etymologia
Nazwa rodzajowa pochodzi od połączenia gr. λευκος leukos „biały” z nazwą rodzajową Carbo Lacépède, 1799. Epitet podgatunkowy pochodzi od łacińskiego słowa verrucosus „brodawkowaty”, od verruca „brodawka”.

## Występowanie
Kormoran kergueleński występuje endemicznie na Wyspach Kerguelena znajdujących się w południowej części Oceanu Indyjskiego.

## Morfologia

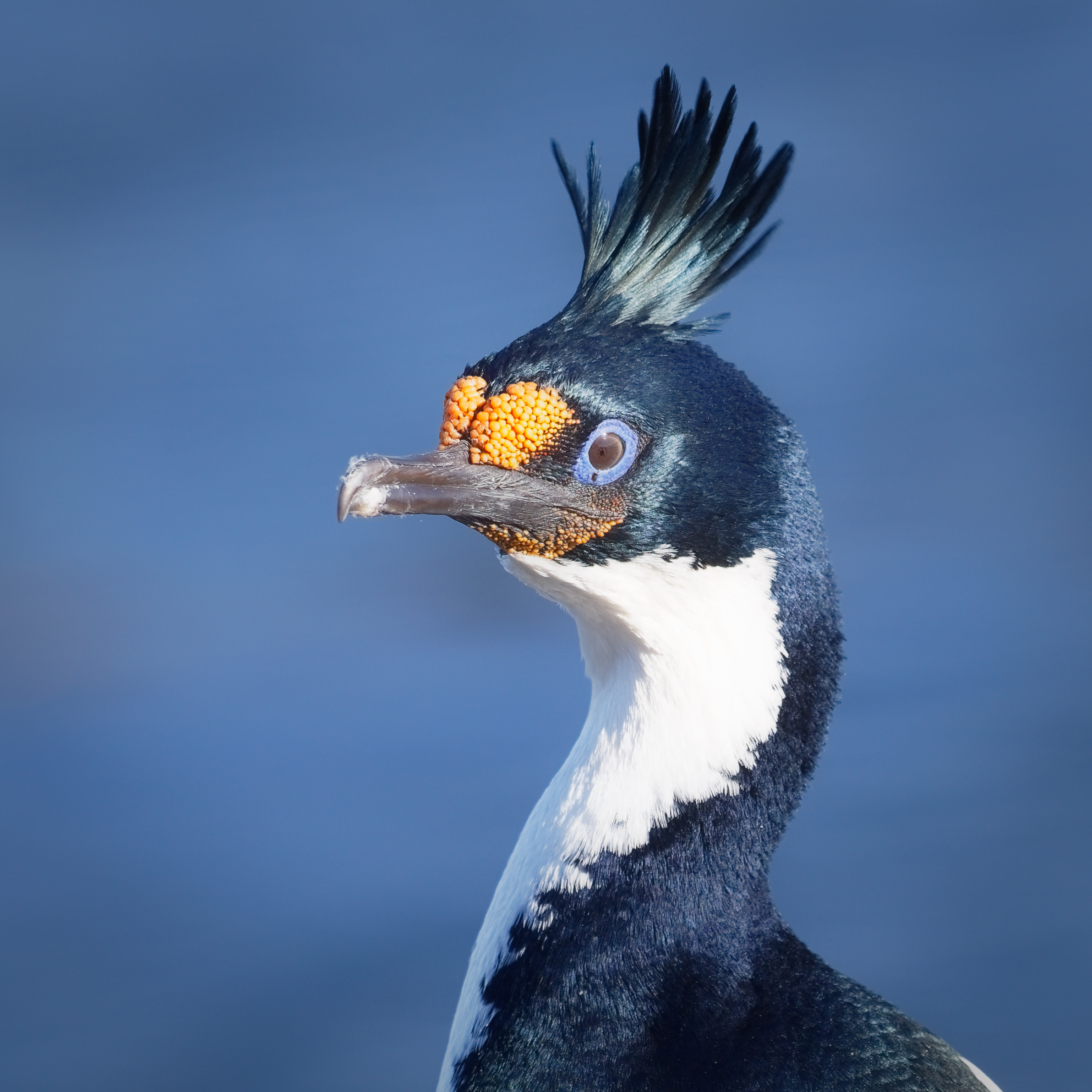
Osobnik dorosły z nastroszonym czubem

Duży ptak o długości ciała 65 cm, masie ciała 1700–2240 g oraz rozpiętości skrzydeł wynoszącej 110 cm. Brak dymorfizmu płciowego. Upierzenie górnej części głowy, szyi i grzbietu oraz ogon i uda koloru czarnego z zielono-niebieskim połyskiem. Gardło, dolna część szyi i brzuch koloru białego. Na czubku głowy znajduje się grzebień z piór. Na czole występują szafranowo-żółte mięsiste wyrostki. Naga skóra u podstawy żuchwy koloru ciemnobrązowego z drobnymi żółtymi guzkami. Tęczówki ciemnobrązowe, pierścień wokół oczu koloru ciemnoniebieskiego. Dziób ciemnoszary, zwykle jaśniejszy u podstawy. Nogi i stopy koloru żółtego, z brązowym odcieniem na stawach i błonie pławnej. Po okresie rozrodczym ubarwienie staje się bledsze, pierścień wokół oczu staje się ołowiano-niebieski, a mięsisty wyrostek staje się mniejszy i ciemniejszy. U osobników młodocianych górne części ciała, pokrywy skrzydłowe i lotki koloru ciemnobrązowego. Dolne części ciała ze zmienną ilością koloru ciemnobrązowego, na którym znajdują się matowe, białe plamki. Upierzenie dorosłych osobników uzyskują stopniowo.

## Ekologia

### Środowisko i tryb życia
Typowy ptak morski. Żeruje w otwartych wodach przybrzeżnych, głównie w zatokach i fiordach, zwykle oddalony od brzegu o 6 km (choć zaobserwowano młodociane osobniki oddalone od brzegu na 80 km). Latem żeruje wśród krasnorostów morskich. Rozród odbywa się wzdłuż wybrzeży głównej wyspy i zatok oraz na osłoniętych odcinkach wybrzeża lub w obszarach chronionych. Gatunek osiadły. Żywi się prawdopodobnie rybami i jeżowcami. Pokarm głównie zdobywa nurkując do 100 m i pozostając pod wodą do 4 minut. W okresie od maja do października żeruje w stadach liczących kilkaset osobników, poza tym okresem głównie samotnie. Co najmniej kilka osobników nauczyło się polować w rzekach i jeziorach występujących na wyspach na ryby sprowadzone tam przez człowieka w latach 1955–1995, głównie są to: pstrąg potokowy (Salmo trutta) i pstrąg źródlany (Salvelinus fontinalis).

### Rozród
Sezon rozrodczy przypada na wrzesień-styczeń (głównie październik-listopad) w zależności od kolonii. Zwykle kolonię tworzy od 3 do 30 par, ale na półwyspach Courbet i Jeanne d'Arc zanotowano kolonie liczące około 400 par. Czasami gniazdują w pobliżu kolonii pingwinów. Gniazdo w kształcie ściętego stożka zbudowane jest z wodorostów i trawy, oblepionych błotem lub odchodami znajduje się na półkach lub w szczelinach skalnych. Jeśli gniazdo nie zostanie zniszczone, może być użyte w następnym sezonie rozrodczym. Samica składa 2–4 jaja o wymiarach 6,8–3,9 cm. Inkubacja trwa prawdopodobnie 29–30 dni. Pisklęta wykluwają się nieopierzone. Brak innych informacji.

### Choroby i pasożyty
U kormorana kergueleńskiego zarejestrowano występowanie nicieni z gatunku Contracaecum rudolphii i Ingliseria cirrohamata oraz rodzaju Contracaecum. Stwierdzono również występowanie tasiemca z rodzaju Tetrabothrius. U gatunku P. atriceps stwierdzono wszoły: Piagetiella caputincisa i Pectinopygus turbinatus.

## Status i ochrona
Całość globalnej populacji wydaje się niezagrożona. W Czerwonej księdze gatunków zagrożonych Międzynarodowej Unii Ochrony Przyrody został zaliczony do kategorii LC (najmniejszej troski). W 1980 całość populacji wynosiła 6000–7000 par, zaś szacunki z 2001 roku mówią o 12 000 par, co wskazuje na stabilność populacji tego gatunku. Nie wiadomo, jak wpływa na liczebność tych ptaków sprowadzenie ssaków przez człowieka. Jajom i pisklętom zagrażają wydrzyki, mewy i pochwodzioby.